# Era das Tulipas
O Período das Tulipas ou Era das Tulipas (1718–1730) (em turco otomano: لاله دورى, em turco, Lâle Devri) foi o período da história otomana entre o Tratado de Passarowitz de 21 de julho de 1718 e a Revolta da Patrona Halil de 28 de Setembro de 1730. Foi um período relativamente pacífico, durante o qual o Império Otomano começou a orientar-se para a Europa.
O nome deriva da mania por tulipas que eclodiu na corte otomana. O cultivo desta flor tornou-se uma prática comum. O período das tulipas ilustrou os conflitos provocados pela cultura inicial do consumismo. Durante este período, a elite e a corte otomanas demonstraram uma imensa predileção pela tulipa, que foi utilizada em diversas ocasiões. As tulipas definiam a nobreza e o privilégio, tanto em termos materiais como simbólicos.

## Ascensão e Queda

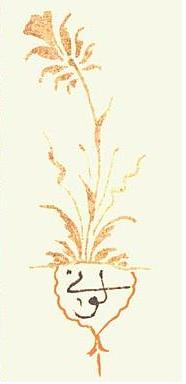
Desenho de uma tulipa por Abdulcelil Levni (1720)

Sob o reinado de Sultão Ahmed III, o Grão-vizir Nevşehirli Damat İbrahim Pasha, na década de 1720, enveredou por novas políticas e programas de promoção do comércio e da indústria.
O grão-vizir estava preocupado em melhorar as relações comerciais e aumentar as receitas, o que ajudaria a explicar o regresso aos jardins e ao estilo mais público da corte otomana durante este período. Era também um apaixonado por bolbos de tulipas e foi um exemplo para a elite de Istambul, que começou a cultivar uma variedade infinita de tulipas, influenciando a pintura, celebrando a sua sazonalidade.
O estilo de vestuário otomano e a sua cultura material incorporavam uma paixão pela tulipa. Em Istambul, as tulipas podem ser encontradas em mercados de flores, artes plásticas, sedas e tecidos. Assim, a tulipa tornou-se um símbolo de encanto mítico, encontrado nos palácios e nas roupas otomanas. A tulipa pode ser vista como um monumento romântico que representa os ricos e a elite e, ao mesmo tempo, a fragilidade do governo despótico. 

## Cultura

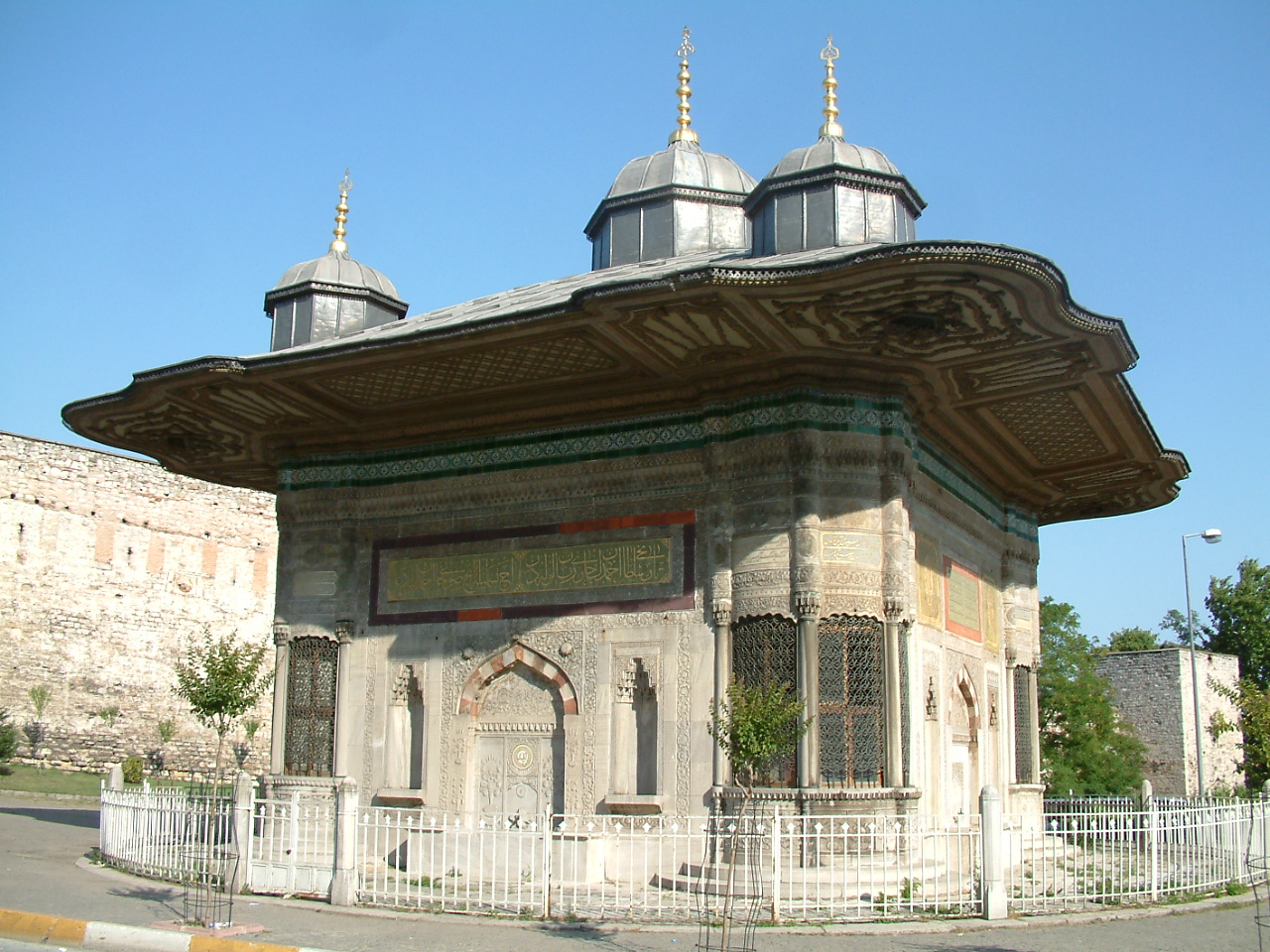
A Fonte de Ahmed III é um exemplo clássico da arquitetura do Período das Tulipas.

O Período das Tulipas assistiu ao florescimento da arte, da cultura e da arquitetura. De um modo geral, o estilo de arquitetura e decoração tornou-se mais elaborado, influenciado pelo período Barroco em curso. Um exemplo clássico é a Fonte de Ahmed III localizada em frente ao Palácio de Topkapi em Istambul. O estilo arquitetónico é uma fusão de elementos islâmicos clássicos com elementos barrocos europeus, tornando-se uma notável arquitetura otomana do século XVIII.

A tulipa foi também elogiada em poesia e motivos pictóricos. Até hoje, na Turquia moderna, a tulipa ainda é considerada a personificação da perfeição e da beleza. A Turkish Airlines decora os seus aviões com uma pintura de uma tulipa na fuselagem.

## Figuras importantes do período
- Nevşehirli Damat İbrahim Paxá (1718–1730) foi o Grão-vizir do Império, genro do Sultão Ahmed III.
- Grão-Almirante Mustafa Paxá – era enteado do Grão-Vizir e é recordado por ter criado quarenta e quatro novas variedades de tulipas[2]
- Ibrahim Muteferrika – um convertido húngaro que fundou a primeira tipografia otomana
- Nedim – um poeta que inovou ao desafiar o cânone tradicional, escrevendo no turco falado em Istambul e utilizando formas métricas populares.
- Abdulcelil Levni – um notável pintor miniatura que começou a trabalhar em Edirne e Istambul, onde estudou pintura e se tornou pintor da corte, restaurando a tradição otomana dos álbuns em miniatura. Estes álbuns pintados por Levni eram designados por Tulipas porque reflectiam a estrutura do estatuto social, classificando os diferentes membros do regime de acordo com as suas realizações na floricultura. [2]

## Rebelião e o fim do Período das Tulipas
Os preços das tulipas começaram a subir nas últimas décadas do século XVII e atingiram o seu pico em 1726-1727, antes da intervenção estatal. Isto refletia a procura pelo valor inflacionado de bolbos raros e a crescente procura de flores nos palácios e jardins da elite. 
A tulipomania demonstrou o poder do Estado para regular a economia aumentando os preços dos bolbos. Na altura, os cortesãos enviaram uma petição para denunciar a prática dos vendedores de flores, que se aproveitavam da procura da elite para aumentar os preços dos bolbos. Isto levou à produção de inventários de flores e de listas de preços para serem entregues ao juiz de Istambul para a devida diligência.